# Lourinia armata
Lourinia armata är en kräftdjursart som först beskrevs av Claus 1866.  Lourinia armata ingår i släktet Lourinia och familjen Louriniidae. Inga underarter finns listade i Catalogue of Life.